# Inhibiteur enzymatique
Pour les articles homonymes, voir Inhibiteur.

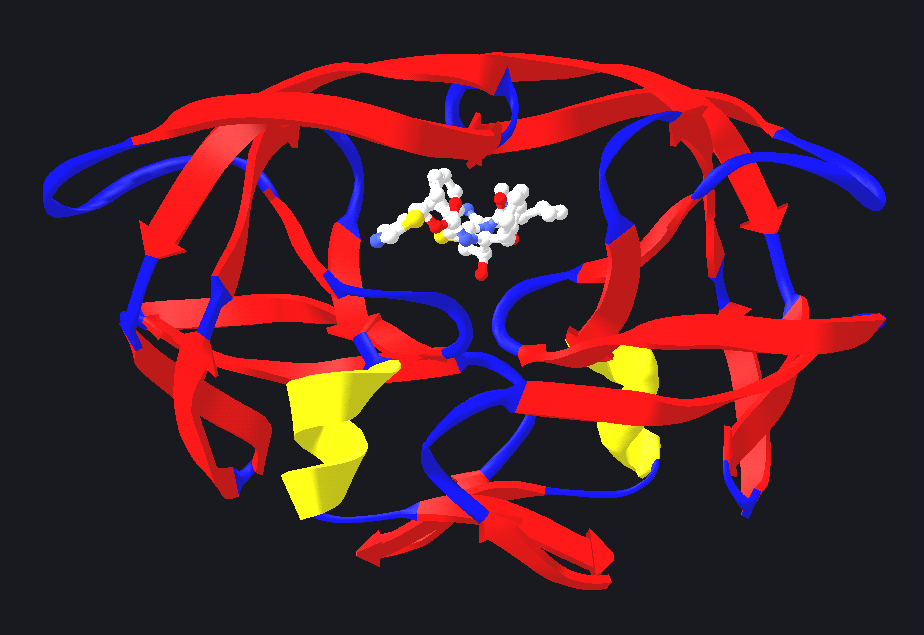
Complexe d'une protéase du VIH (rubans rouges, bleus et jaunes) associée à l'inhibiteur qu'est le ritonavir (petite structure en bâtons et boules près du centre).

Un inhibiteur enzymatique est une substance se liant à une enzyme et qui en diminue l'activité. Un inhibiteur peut empêcher la fixation du substrat sur le site actif en se fixant à sa place, ou provoquer une déformation de l'enzyme qui rend celle-ci inactive (inhibiteur allostérique). L'inhibition des enzymes joue un rôle important dans le contrôle des mécanismes biologiques, et notamment dans la régulation des voies métaboliques. Puisque l'inhibition d'une enzyme peut tuer un pathogène ou corriger un déséquilibre métabolique, des applications existent dans de nombreux autres domaines : beaucoup de médicaments, pesticides ou insecticides sont des inhibiteurs enzymatiques. En enzymologie, les inhibiteurs sont très utilisés pour déterminer le mécanisme d'action d'une enzyme. Toutes les molécules ou ligands se liant à une enzyme ne sont pas des inhibiteurs, les activateurs enzymatiques existent également et accroissent l'activité de l'enzyme.
La liaison d'un inhibiteur peut empêcher un substrat de se fixer au site actif de l'enzyme et/ou l'enzyme de catalyser sa réaction. Cette inhibition peut être réversible ou irréversible. Les inhibiteurs irréversibles réagissent généralement avec l'enzyme et la modifient chimiquement. Il se fixent de manière covalente et modifient des résidus amino-acides clés, nécessaires à l'activité enzymatique. En revanche, les inhibiteurs réversibles se lient de façon non covalente et différents types d'inhibition en résultent selon que ces inhibiteurs lient l'enzyme, le complexe enzyme-substrat (ES) ou les deux.
Beaucoup de molécules de médicaments sont des inhibiteurs enzymatiques, de sorte que leur découverte et leur amélioration est un domaine de recherche actif en biochimie et en pharmacologie. Un médicament inhibiteur d'enzyme est souvent évalué par sa spécificité (l'absence de liaison à d'autres protéines) et sa puissance (sa constante de dissociation, ou d'inhibition, Ki, qui indique la concentration nécessaire pour inhiber l'enzyme). Une spécificité et une puissance grandes minimisent les effets secondaires d'un médicament et assurent donc une faible toxicité.
Ces inhibiteurs sont également produits naturellement et sont impliqués dans la régulation du métabolisme. Par exemple, les enzymes d'une voie métabolique peuvent être inhibées par des produits synthétisés en aval. Cette rétroinhibition ralentit le cours d'un processus au fur et à mesure que les produits s'accumulent et est un moyen important pour le maintien de l'homéostasie dans une cellule. D'autres inhibiteurs d'enzyme cellulaire sont les protéines qui se lient spécifiquement et inhibent une enzyme précise. Ils peuvent aider à contrôler les enzymes qui peuvent être préjudiciables à une cellule, tels que les protéases ou les nucléases, dont un exemple célèbre est l'inhibiteur de la ribonucléase, qui se lie à la ribonucléase dans l'une des plus étroites interactions protéine-protéine connues. Les inhibiteurs enzymatiques naturels peuvent aussi être des poisons et utilisés comme moyens de défense contre les prédateurs ou pour tuer des proies.

## Inhibitions réversibles
Les inhibiteurs réversibles s'associent aux enzymes par des liaisons non covalentes comme des liaisons hydrogène, des interactions hydrophobes et des liaisons ioniques. De nombreuses liaisons de faible énergie entre inhibiteur et site actif se combinent pour produire une liaison forte et spécifique. Contrairement aux substrats et aux inhibiteurs irréversibles, les inhibiteurs réversibles ne subissent pas de réaction chimique lorsqu'ils se lient à l'enzyme et peuvent être facilement éliminés par dilution ou par dialyse. 

### Inhibiteur compétitif

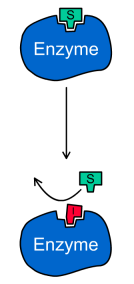
Inhibition compétitive : Le substrat (S) et l'inhibiteur (I) entrent en compétition pour le site actif.

Un inhibiteur compétitif possède généralement une ressemblance structurale avec le substrat et tous deux entrent en compétition pour se fixer sur le même site enzymatique (=effet isostérique). La réaction enzymatique est bloquée, soit parce que l'inhibiteur ne possède pas le groupement chimique transformé par l'enzyme, soit parce que la position de groupement chimique sur l'inhibiteur rend impossible sa reconnaissance par le site actif.
Certains inhibiteurs compétitifs ne sont pas des analogues du substrat, et leur mode d'action est différent. L'inhibiteur ne se fixe pas sur le site actif, mais sur un autre site de liaison de l'enzyme. La fixation de l'inhibiteur entraîne une modification de la conformation du site de liaison du substrat, empêchant la reconnaissance entre l'enzyme et le substrat. Inversement, la liaison du substrat sur l'enzyme empêche la fixation de l'inhibiteur : ces deux molécules s'excluent mutuellement.
Schéma et équation de Michaelis-Menten dans le cas d'une inhibition compétitive :

| {\displaystyle E+S\longrightarrow ES\longrightarrow E+P} {\displaystyle +I\downarrow \uparrow } {\displaystyle EI~~} | {\displaystyle v_{0}={\frac {V_{max}[S]}{[S]+K_{m}(1+{\frac {[I]}{K_{i}}})}}} |

Par rapport à l'équation classique de Michaelis-Menten, la vitesse maximale de la réaction reste inchangée, mais l'affinité de l'enzyme pour le substrat diminue car ce dernier ne peut pas se lier au complexe enzyme-inhibiteur. Dans le cas d'une inhibition compétitive, il est possible de lever l'inhibition en saturant l'enzyme en substrat.
L'affinité d'un inhibiteur pour une enzyme est donnée par la constante d'inhibition Ki, qui représente la concentration en inhibiteur pour laquelle la moitié des sites enzymatiques sont occupés. Ainsi, l'affinité d'un inhibiteur est d'autant plus grande que le Ki est petit. Cette constante d'inhibition, exprimée en mole par litre correspond aussi à la constante de dissociation du complexe enzyme-inhibiteur.

### Inhibiteur incompétitif

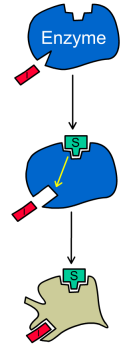
Inhibition incompétitive

Un inhibiteur incompétitif ne se fixe jamais à l'enzyme libre mais seulement à l'enzyme complexée avec le substrat ES et empêche la formation des produits. Généralement, la liaison du substrat sur l'enzyme entraîne une modification de la conformation de l'enzyme par ajustement induit, révélant ainsi un site de fixation pour l'inhibiteur. L'inhibiteur, en retour, modifie la conformation du site actif de l'enzyme, et empêche la réaction.
Comme son nom l'indique, un inhibiteur incompétitif n'entre pas en compétition avec un substrat sur son site de fixation. En revanche, dans les réactions enzymatiques à plusieurs substrats, les inhibiteurs incompétitifs peuvent se fixer sur le site de liaison d'un des substrats.
Schéma et équation de Michaelis-Menten dans le cas d'une inhibition incompétitive :

| {\displaystyle E+S\longrightarrow ES\longrightarrow E+P} {\displaystyle +I\downarrow \uparrow } {\displaystyle ~~ESI} | {\displaystyle v_{0}={\frac {{\frac {V_{max}}{(1+{\frac {[I]}{K_{I}}})}}[S]}{[S]+{\frac {K_{m}}{(1+{\frac {[I]}{K_{I}}})}}}}} |

La vitesse maximale de la réaction diminue, mais l'affinité apparente de l'enzyme pour le substrat augmente. En effet, la formation du complexe enzyme-substrat-inhibiteur diminue le nombre de complexes ES et, d'après la Loi d'action de masse, favorise la liaison du substrat sur l'enzyme. Les effets d'un inhibiteur incompétitif ne se manifestent pas pour de faibles concentrations en substrat, l'enzyme étant majoritairement sous forme libre. Ainsi, ce type d'inhibition ne peut pas être levé en augmentant la concentration du substrat.
Très rare (plus théorique que pratique) ; I bloque E dans S .
quand Km varie et Vmax varie :
1/[s]=0 veut dire que : 1/v=(1/Vmax)(1+([I]/Ki))
et quand 1/v=0 veut dire que : 1/[s]=-1/Km (1+([I]/Ki))
remarque si [I] augmente veut dire que dans le schéma on va voir deux lignes parallèles (avec et sans inhibiteur )
Pour le non compétitif on a Km qui reste constante et Vmax qui varie (diminue) donc la relation de 1/[S]=0 qui est correcte dans ce cas-là

#### Inhibition par le substrat
L'inhibition par le substrat est un cas particulier de l'inhibition incompétitive où deux molécules de substrat peuvent se lier à l'enzyme, mais ne peuvent pas être transformées en produit.
Schéma et équation de Michaelis-Menten dans le cas d'une inhibition par le substrat :

| {\displaystyle E+S\longrightarrow ES\longrightarrow E+P} {\displaystyle +S\downarrow \uparrow } {\displaystyle ~~ESS} | {\displaystyle v_{0}={\frac {V_{max}[S]}{[S]+K_{m}+{\frac {[S]^{2}}{K_{I}}}}}} |

### Inhibiteur non compétitif
Un inhibiteur non compétitif peut se lier à la fois, et avec une même affinité, sur l'enzyme libre et sur l'enzyme liée au substrat. Cependant, l'inhibiteur et le substrat n'entrent pas en compétition pour se fixer sur un même site : le substrat se lie au site actif, et l'inhibiteur à un autre site de fixation. L'inhibiteur entraîne une modification de la conformation du site actif, ce qui empêche la transformation du substrat en produit mais n'influe pas sur la reconnaissance entre l'enzyme et le substrat.

Schéma et équation de Michaelis-Menten dans le cas d'une inhibition non compétitive :

| {\displaystyle E+S\longrightarrow ES\longrightarrow E+P} {\displaystyle +I\downarrow \uparrow ~~~~~~~~~~\uparrow \downarrow +I} {\displaystyle EI~~~\leftrightarrow ~~ESI} | {\displaystyle v_{0}={\frac {{\frac {V_{max}}{(1+{\frac {[I]}{K_{i}}})}}[S]}{[S]+K_{m}}}} |

La fixation d'un inhibiteur non compétitif diminue la vitesse maximale de la réaction, mais ne modifie pas l'affinité de l'enzyme pour le substrat, car ce dernier se lie aussi bien à l'enzyme libre qu'au complexe EI.
Une inhibition non compétitive ne peut pas être levée par une augmentation de la concentration en substrat, puisque l'inhibiteur se lie aussi bien sur l'enzyme libre que sur le complexe ES.

### Inhibition mixte
L'inhibition mixte est une généralisation des inhibitions précédentes dans laquelle l'inhibiteur se lie à la fois avec l'enzyme libre et avec l'enzyme liée au substrat, mais avec des affinités différentes : Ki ≠ KI. On distingue deux types d'inhibitions mixtes : l'inhibition compétitive - non compétitive (KI > Ki) et l'inhibition non compétitive - incompétitive (KI < Ki).
Schéma et équation de Michaelis-Menten dans le cas d'une inhibition mixte :

| {\displaystyle E+S\longrightarrow ES\longrightarrow E+P} {\displaystyle K_{i}\downarrow \uparrow ~~~~~~~~~~\uparrow \downarrow K_{I}} {\displaystyle EI~~~\leftrightarrow ~~ESI} | {\displaystyle v_{0}={\frac {{\frac {V_{max}}{(1+{\frac {[I]}{K_{I}}})}}[S]}{[S]+K_{m}{\frac {1+{\frac {[I]}{K_{i}}}}{1+{\frac {[I]}{K_{I}}}}}}}} |

Comme le montre le tableau suivant, en faisant varier les constantes d'inhibition Ki et KI, on retrouve les formules précédentes sur l'inhibition compétitive, incompétitive et non compétitive, qui sont des cas extrêmes de l'inhibition mixte.
|             | Type d'inhibition | Km apparent                                                                       | Vmax apparente                                              |
| KI → infini | compétitive       | {\displaystyle K_{m}(1+{\frac {[I]}{K_{i}}})}                                     | {\displaystyle ~V_{max}~}                                   |
| Ki → infini | incompétitive     | {\displaystyle {\frac {K_{m}}{(1+{\frac {[I]}{K_{I}}})}}}                         | {\displaystyle {\frac {V_{max}}{(1+{\frac {[I]}{K_{I}}})}}} |
| Ki = KI     | non compétitive   | {\displaystyle ~K_{m}~}                                                           | {\displaystyle {\frac {V_{max}}{(1+{\frac {[I]}{K_{i}}})}}} |
| KI ≠ Ki     | mixte             | {\displaystyle {\frac {K_{m}(1+{\frac {[I]}{K_{i}}})}{(1+{\frac {[I]}{K_{I}}})}}} | {\displaystyle {\frac {V_{max}}{(1+{\frac {[I]}{K_{I}}})}}} |

### Effet de la concentration du substrat
Les types d'inhibition ci-dessus peuvent aussi être distingués par l'effet d'augmenter la concentration du substrat [S] sur le degré d'inhibition provoquée par une quantité donnée d'inhibiteur. Dans l'inhibition compétitive, le degré d'inhibition est réduit par augmenter [S]. Dans l'inhibition non compétitive, ce degré d'inhibition est inchangé. Et dans l'inhibition incompétitive (aussi dite anticompétitive), le degré d'inhibition augmente avec [S].

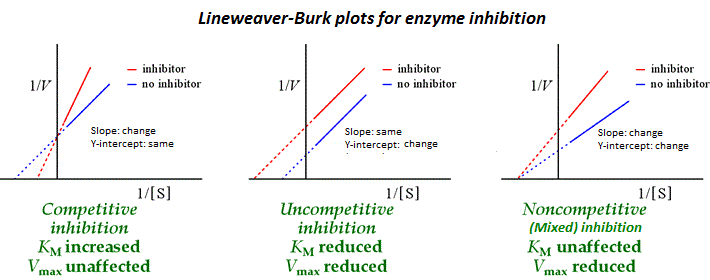
_{Graphiques de Lineweaver et Burk pour les trois types d'inhibition enzymatique}

En supposant que la cinétique d'une réaction enzymatique inhibitée suit l'équation de Michaelis-Menten avec vitesse maximale Vmax et constante de Michaelis Km, le type d'inhibition peut être identifié à l'aide de l'effet d'augmenter [S] sur graphique de Lineweaver-Burk qui indique le réciproque de la vitesse en fonction linéaire du réciproque de la concentration du substrat. Ce graphique est linéaire avec pente KM/Vmax et ordonnée à l'origine 1/Vmax.
Au cas de l'inhibition compétitive KM augmente en fonction de la concentration du substrat mais Vmax est inchangé, de sorte que la pente augmente mais l'ordonnée à l'origine est inchangée. Par contre si l'inhibition est incompétitive, KM et Vmax diminuent tous les deux, et alors la pente est constante mais l'ordonnée à l'origine augmente. Et enfin pour l'inhibition non compétitive, KM est inchangé et Vmax diminue. En conséquence la pente et l'ordonnée à l'origine augmentent toutes les deux, mais l'abscisse à l'origine est inchangé.

## Inhibition irréversible, inhibition «suicide»
L'inhibition suicide est un mécanisme où l'inhibiteur forme un complexe stable avec l'enzyme qui l'inactive de façon permanente.
L'enzyme reconnait l'inhibiteur comme son substrat et entame le processus de modification de ce dernier. Intervient alors une étape au cours de laquelle l'inhibiteur modifié devient très réactif et se lie de façon très stable à l'enzyme. L'enzyme contribue ainsi à sa propre inactivation irréversible d'où le nom d'inhibition « suicide ».
L'inhibiteur peut se placer sur le site catalytique de l'enzyme ou ailleurs 
Exemples :
- L'aspirine inhibe la cyclooxygénase active.
- La pénicilline est un inhibiteur suicide de la transpeptidase intervenant dans la synthèse du peptidoglycane, composant de la paroi des bactéries. Son cycle bêta-lactame étant très labile réagit avec le site actif de l'enzyme. Elle se fixe alors de façon thermodynamiquement très stable à l'enzyme au niveau de ce dernier.